# Mirella Lapata
Mirella Lapata  est une professeure en informatique à l'école des sciences informatiques de l’université d'Édimbourg. Son domaine de recherche est l'extraction d'information sémantique de large corpus de textes, pour lequel elle développe des algorithmes et des modèles de traitement automatique des langues.
Elle est membre de la Royal Society of Edinburgh.

## Formation et carrière
Elle obtient son Master of Arts à l'université Carnegie-Mellon, puis un doctorat à l'université d'Édimbourg. Sa thèse de doctorat porte sur l'acquisition et la modélisation de connaissances lexicales, en particulier la polysémie, en utilisant des méthodes probabilistes. La thèse est dirigée par Alex Lascarides, Chris Brew et Steve Finch.
À la suite de son doctorat, elle poursuit ses recherches à l'université de la Sarre en 2001, puis au département d'informatique de l'université de Sheffield en 2005,. Elle obtient un poste de lecturer (2005), puis reader (2007) et enfin professeur en traitement du langage naturel (2012) à l'université d'Édimbourg.
Entre 2015 et 2017, Lapata est membre de la Royal Society Machine Learning Working Group (groupe de travail sur l'apprentissage artificiel). En 2016, Lapata reçoit une bourse Conseil européen de la recherche (ERC) Consolidator Grant de 1 900 000 € pour financer cinq années de recherche sur son projet, TransModal: Traduction de modalités multiples vers le texte.

## Récompenses et prix
- En 2009 Lapata devient la première bénéficiaire du Microsoft British Computer Society IRSG Karen Spärck Jones Award[9]. Le prix récompense des avancées en recherche d'information et traitement automatique des langues. Le prix est nommé en honneur de Karen Spärck Jones.
- En 2012 Lapata remporte un prix du meilleur rapporteur Empirical Methods in Natural Language Processing (EMNLP)-CoNLL [10].
- En 2018 Lapata obtient, en collaboration avec Li Dong, une mention honorable du meilleur article de l'Association for Computational Linguistics (ACL)[11].
- En 2019 Lapata est élue Fellow de la Royal Society of Edinburgh[12]
- En 2020 Lapata est élue à l'Academia Europaea[13].